# Sandra Vinces
Sandra Vinces sinh ngày 24 tháng 5 năm 1990 tại Portoviejo, Ecuador. Cô cao 5'10 và từng giữ danh hiệu Hoa hậu Ecuador 2009. Cô được bầu chọn trong số 21 thí sinh, tham gia cuộc thi này với tư cách thí sinh đại diện cho tỉnh Manabi. Cuộc thi được tổ chức tại Manta, Ecuador. Vinces đã học tập về vẽ tranh, ca hát, diễn kịch và người mẫu chuyên nghiệp. Cô nổi tiếng với vai trò một người dẫn chương trình truyền hình và ca sĩ. Năm 2008, cô giành được danh hiệu từ cuộc thi hoa hậu CN Models Search, và giành được vị trí thứ tám trong cuộc thi Siêu mẫu Thế giới được tổ chức tại Trung Quốc.

## Hoa hậu Hoàn vũ 2009
Cô là đại diện từ Ecuador đến cuộc thi Hoa hậu Hoàn vũ 2009 được tổ chức tại Bahamas vào tháng 8 năm 2009. Các thành viên ban giám khảo đáng chú ý là nhà thiết kế Carlos Molina từ thành phố New York, nhà thiết kế trang sức Magali Mateo và cựu Hoa hậu Hoàn vũ 2003 Amelia Vega. Vào ngày 16 tháng 8, cô trở thành Á hậu 2 kèm theo giải "Trang phục dân tộc xuất sắc nhất", cùng đoạt giải này với Hoa hậu Thái Lan Chutima Durongdejat trong cuộc thi Hoa hậu Hoàn vũ 2009.

## Hoa hậu Lục địa Châu Mỹ 2009
Cô là đại diện từ Ecuador tham gia cuộc thi Hoa hậu Continente Americano 2009 được tổ chức tại Guayaquil, Ecuador vào tháng 9, nơi cô ra về với vị trí Á hậu 2.

## Hoa hậu Reina Hispanoamericana 2009
Cô thi đấu cho Ecuador tham gia cuộc thi Reina Hispanoamericana 2009 được tổ chức tại Bolivia, cuộc thi mà cô được chọn làm Virreina Hispanoamericana 2009.